# Microsoft PixelSense

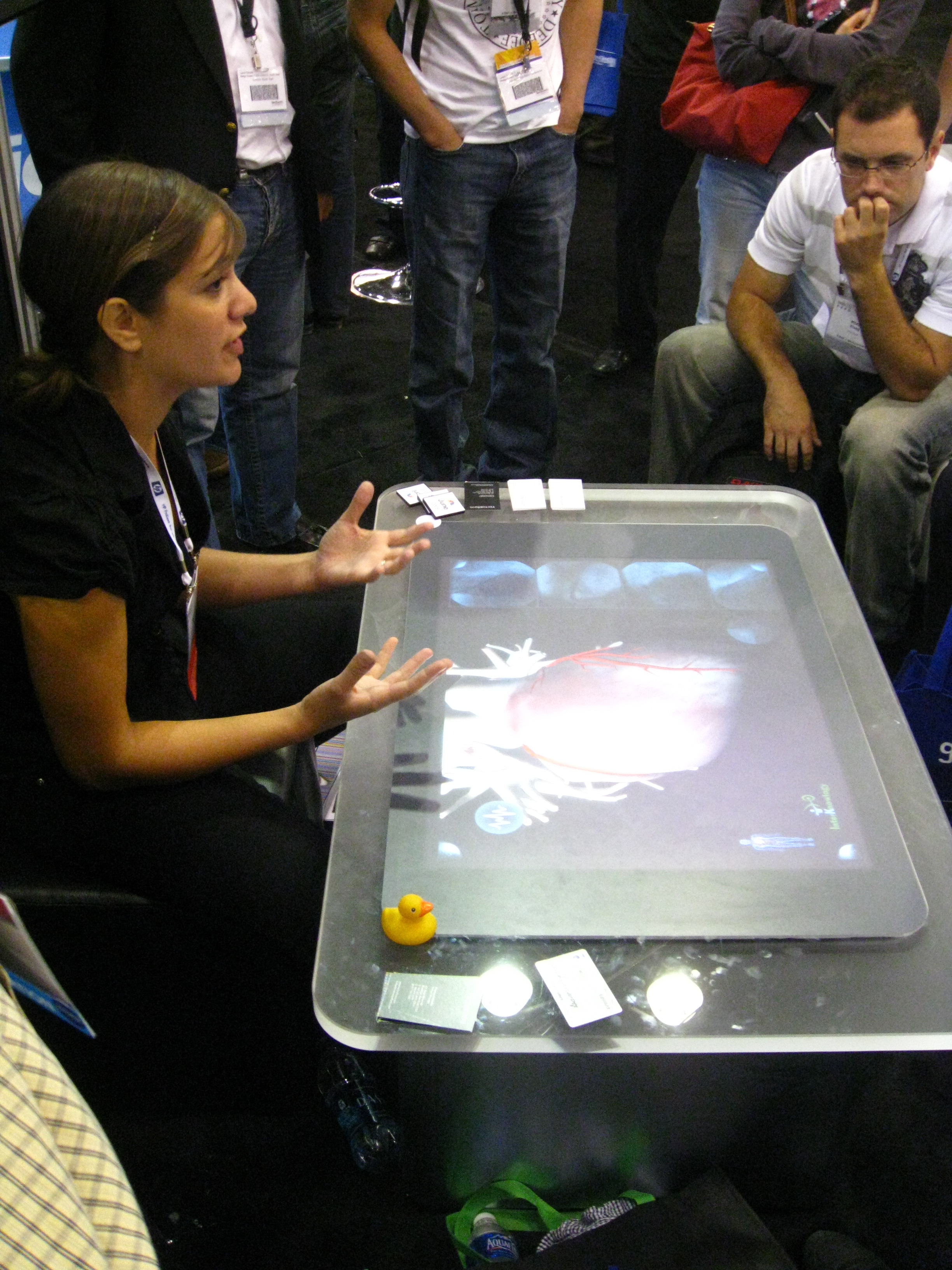
Demo av Microsoft PixelSense

Microsoft PixelSense (tidigare kallad Microsoft Surface) är en pekskärmsdator utvecklad av Microsoft. Till skillnad från traditionella datorsystem använder Microsoft PixelSense varken mus eller tangentbord, utan inmatning sker med fingrar, penslar eller andra verktyg direkt på den horisontella skärmen. På skärmen kan också fysiska föremål placeras, såsom handburna datorer som skall synkroniseras. 
Första versionen av Microsoft PixelSense släpptes 2008. Främsta användningsområdet är till en början inom restaurang- och hotellbranschen, men Microsoft räknar med att PixelSenseheter kan komma att säljas till hemanvändare inom tre till fem år när priserna på datorerna sjunkit. En PixelSenseenhet innehåller en dator som kör operativsystemet Windows Vista.
Microsoft PixelSense använder ett nuddkänsligt gränssnitt, men är ingen tryckkänslig skärm. I stället används fem stycken infraröda kameror riktade uppåt till att analysera placering av objekt och fingrar. Med dessa kameror kan Microsoft PixelSense hålla koll på väldigt många tryck samtidigt, enligt specifikationen klarar den minst 40 fingrar och 12 objekt, det vill säga att fyra personer kan använda sina vardera 10 fingrar och ändå kan systemet reagera på 12 andra externa objekt, till exempel koppar och glas.
Till skillnad från tryckkänsliga skärmar har Microsoft PixelSense möjligheten att kunna avkoda streckkod så kallade taggar. Dessa taggar kan sättas på fysiska objekt så att Microsoft PixelSense enheten kan läsa av vilket objekt som står på bordet, var det är beläget och hur det är orienterat. Förutom fingrar och dess rörelser kan Microsoft PixelSense därför interagera med andra objekt.
De applikationer som körs på Microsot PixelSense kan skapas med Visual Studio antingen med WPF eller XNA som presentationsteknik. WPF, eller Windows Presentation Foundation som det heter använder XAML, som är ungefär som HTML för att beskriva hur sidorna ska se ut. XNA är samma teknik som används i speltillverkning och kan anses som en mer komplicerad väg att skapa PixelSense-applikationer, men kan istället ge effektivare program som tar vara på hårdvaran i en PixelSense.